# حجت‌الله خدایی سوری
حجت‌الله خدایی سوری (زادهٔ ۱۳۴۳) سیاستمدار ایرانی و نماینده دوره نهم مجلس شورای اسلامی بوده‌است. او نمایندهٔ دورهٔ نهم مجلس شورای اسلامی و عضو کمیسیون امنیت ملی و سیاست خارجی مجلس شورای اسلامی از حوزهٔ انتخابیهٔ سلسله و دلفان در استان لرستان بود. او سابقه ریاست زندان اوین را دارد. وی رزمنده جنگ ایران و عراق بوده و در منطقه کردستان (پنجوین) مجروح (جانباز ۴۰ درصد) شده‌است. خدایی سوری بردادر خود را در جنگ از دست داد. وی ۲۶ سال در قوه قضائیه فعالیت کرد و در سال ۱۳۸۲ به عنوان مدیر نمونه ملی معرفی شد.
او در طی مدیریت در زندان‌های استان تهران چندین بار از طرف سازمان‌های بین‌المللی از جمله سازمان بهداشت جهانی مورد تقدیر قرار گرفت.

## تحریم اتحادیه اروپا
در ۱۸ مهر ۱۳۹۰ اتحادیه اروپا حجت‌الله خدایی سوری را به دلیل نقش در نقض گسترده و شدید حقوق شهروندان ایرانی تحریم کرد. به این ترتیب او حق ورود به کشورهای اتحادیه اروپا را نخواهد داشت و دارایی‌هایش نیز در این کشورها توقیف می‌شود.
بر اساس بیانیه اتحادیه اروپا، حجت‌الله خدایی سوری به عنوان رئیس زندان اوین در نقض حقوق بشر در این زندان از زندانیان مسئول است.

## تحریم ایالات متحده آمریکا
|            | مایک پومپئو | توییتر |
| @SecPompeo |             |        |

             امروز مصادف است با روز بزرگداشت یاد و ادای احترام به قربانیان تروریسم است. تروریست‌ها باید پاسخگو شوند و ما امروز محدودیت صدور ویزا را برای ۱۴ نفر در ایران به دلیل مشارکت آنها در اقدامات حکومت در نقض فاحش حقوق بشر اعلام کردیم.
         

        ۲۱ آگوست ۲۰۲۰

در مرداد ۱۳۹۹، وزارت خارجه ایالات متحده اعلام کرد که در روز بین‌المللی گرامی‌داشت یاد قربانیان تروریسم (۲۱ اوت)، ۱۴ مقام ایرانی از جمله یکی از روسای سابق زندان اوین را به خاطر نقض حقوق بشر مشمول محدودیت‌های صدور ویزا می‌کند. بیانیه این وزارتخانه از حکومت جمهوری اسلامی به عنوان بزرگ‌ترین حامی تروریسم در جهان نام برده است و می‌گوید که این ۱۴ نفر به همراه اعضای درجه یک خانواده‌شان اجازه ورود به خاک ایالات متحده را ندارند.
وزارت خارجه آمریکا در ادامه بیانیه خود از حجت‌الله خدایی سوری، رئیس سابق زندان اوین تهران، نام می‌برد. خانواده خدایی سوری هم شامل این تحریم شده‌اند.